# Canton de Melesse
Le canton de Melesse est une circonscription électorale française du département d'Ille-et-Vilaine.

## Histoire
Un nouveau découpage territorial d'Ille-et-Vilaine entre en vigueur à l'occasion des élections départementales de 2015. Il est défini par le décret du 18 février 2014, en application des lois du 17 mai 2013 (loi organique 2013-402 et loi 2013-403). Les conseillers départementaux sont, à compter de ces élections, élus au scrutin majoritaire binominal mixte. Les électeurs de chaque canton élisent au Conseil départemental, nouvelle appellation du Conseil général, deux membres de sexe différent, qui se présentent en binôme de candidats. Les conseillers départementaux sont élus pour 6 ans au scrutin binominal majoritaire à deux tours, l'accès au second tour nécessitant 12,5 % des inscrits au 1er tour. En outre la totalité des conseillers départementaux est renouvelée. Ce nouveau mode de scrutin nécessite un redécoupage des cantons dont le nombre est divisé par deux avec arrondi à l'unité impaire supérieure si ce nombre n'est pas entier impair, assorti de conditions de seuils minimaux. En Ille-et-Vilaine, le nombre de cantons passe ainsi de 53 à 27.
Le canton de Melesse est formé de communes des anciens cantons de Montfort-sur-Meu (1 commune), de Rennes-Nord-Ouest (2 communes), de Hédé (7 communes), de Saint-Aubin-d'Aubigné (4 communes) et de Mordelles (1 commune). Le canton est entièrement inclus dans l'arrondissement de Rennes. Le bureau centralisateur est situé à Melesse.

## Représentation
| Période élective | Période élective | Mandat | Mandat | Identité          | Nuance | Nuance | Qualité                                                                                             |
| ---------------- | ---------------- | ------ | ------ | ----------------- | ------ | ------ | --------------------------------------------------------------------------------------------------- |
| 2015             | 2021             | 2015   | 2021   | Ludovic Coulombel |        | PS     | Assistant parlementaire Adjoint au maire de Saint-Gilles                                            |
| 2015             | 2021             | 2015   | 2021   | Gaëlle Mestries   |        | DVG    | Adjointe au maire de Melesse                                                                        |
| 2021             | 2028             | 2015   | 2021   | Ludovic Coulombel |        | PS     | Assistant parlementaire 5e vice-président du conseil départemental Adjoint au maire de Saint-Gilles |
| 2021             | 2028             | 2015   | 2021   | Gaëlle Mestries   |        | DVG    | Adjointe au maire de Melesse 12e vice-présidente du conseil départemental                           |

### Résultats détaillés

#### Élections de mars 2015
À l'issue du 1er tour des élections départementales de 2015, deux binômes sont en ballottage : Ludovic Coulombel et Gaëlle Mestries (PS, 36,45 %) et Jean-Michel Arbona et Antoinette Depresle (DVD, 26,91 %). Le taux de participation est de 52,77 % (12 284 votants sur 23 278 inscrits) contre 50,9 % au niveau départemental et 50,17 % au niveau national.
Au second tour, Ludovic Coulombel et Gaëlle Mestries (PS) sont élus avec 56,51 % des suffrages exprimés et un taux de participation de 50,81 % (6 001 voix pour 11 827 votants et 23 278 inscrits).

#### Élections de juin 2021
Le premier tour des élections départementales de 2021 est marqué par un très faible taux de participation (33,26 % au niveau national). Dans le canton de Melesse, ce taux de participation est de 36,5 % (9 858 votants sur 27 011 inscrits) contre 34,85 % au niveau départemental. À l'issue de ce premier tour, deux binômes sont en ballottage : Ludovic Coulombel et Gaëlle Mestries (PS, 34,37 %) et Mathieu Frémeaux et Clémence Morinière (binôme écologiste, 30,06 %).
Le second tour des élections est marqué une nouvelle fois par une abstention massive équivalente au premier tour. Les taux de participation sont de 34,36 % au niveau national, 34,98 % dans le département et 36,27 % dans le canton de Melesse. Ludovic Coulombel et Gaëlle Mestries (PS) sont élus avec 57,77 % des suffrages exprimés (5 067 voix pour 9 800 votants et 27 016 inscrits),,.

## Composition
Le canton de Melesse comprend quinze communes entières.
| Nom                             | Code Insee | Intercommunalité         | Superficie (km2) | Population (dernière pop. légale) | Densité (hab./km2) | Modifier                                    |
| ------------------------------- | ---------- | ------------------------ | ---------------- | --------------------------------- | ------------------ | ------------------------------------------- |
| Melesse (bureau centralisateur) | 35173      | CC du Val d'Ille-Aubigné | 32,39            | 7 400 (2022)                      | 228                | modifier les données · modifier les données |
| Clayes                          | 35081      | Rennes Métropole         | 4,28             | 941 (2022)                        | 220                | modifier les données · modifier les données |
| Gévezé                          | 35120      | Rennes Métropole         | 27,54            | 5 987 (2022)                      | 217                | modifier les données · modifier les données |
| Guipel                          | 35128      | CC du Val d'Ille-Aubigné | 25,11            | 1 735 (2022)                      | 69                 | modifier les données · modifier les données |
| Hédé-Bazouges                   | 35130      | CC Bretagne Romantique   | 14,52            | 2 273 (2022)                      | 157                | modifier les données · modifier les données |
| Langouet                        | 35146      | CC du Val d'Ille-Aubigné | 6,99             | 610 (2022)                        | 87                 | modifier les données · modifier les données |
| La Mézière                      | 35177      | CC du Val d'Ille-Aubigné | 16,23            | 4 935 (2022)                      | 304                | modifier les données · modifier les données |
| Montreuil-le-Gast               | 35193      | CC du Val d'Ille-Aubigné | 9,14             | 2 048 (2022)                      | 224                | modifier les données · modifier les données |
| Parthenay-de-Bretagne           | 35216      | Rennes Métropole         | 4,80             | 1 802 (2022)                      | 375                | modifier les données · modifier les données |
| Saint-Germain-sur-Ille          | 35274      | CC du Val d'Ille-Aubigné | 3,90             | 1 023 (2022)                      | 262                | modifier les données · modifier les données |
| Saint-Gilles                    | 35275      | Rennes Métropole         | 20,72            | 5 489 (2022)                      | 265                | modifier les données · modifier les données |
| Saint-Gondran                   | 35276      | CC du Val d'Ille-Aubigné | 4,40             | 629 (2022)                        | 143                | modifier les données · modifier les données |
| Saint-Médard-sur-Ille           | 35296      | CC du Val d'Ille-Aubigné | 18,22            | 1 350 (2022)                      | 74                 | modifier les données · modifier les données |
| Saint-Symphorien                | 35317      | CC du Val d'Ille-Aubigné | 7,91             | 613 (2022)                        | 77                 | modifier les données · modifier les données |
| Vignoc                          | 35356      | CC du Val d'Ille-Aubigné | 14,09            | 2 290 (2022)                      | 163                | modifier les données · modifier les données |
| Canton de Melesse               | 3514       |                          | 210,24           | 39 125 (2022)                     | 186                | modifier les données                        |

## Démographie
En 2022, le canton comptait 39 125 habitants, en évolution de +10,83 % par rapport à 2016 (Ille-et-Vilaine : +5,46 %, France hors Mayotte : +2,11 %).
| 2013   | 2018   | 2022   |
| ------ | ------ | ------ |
| 33 106 | 36 719 | 39 125 |